# Welbsleben
Welbsleben este o comună din landul Saxonia-Anhalt, Germania.